# دانشگاه علوم پزشکی خراسان شمالی
دانشگاه علوم پزشکی و خدمات بهداشتی درمانی خراسان شمالی و یا دانشگاه علوم پزشکی بجنورد  یا NKUMS  یا KTNKUMS دانشگاهی زیر نظر وزارت بهداشت، درمان و آموزش پزشکی واقع در شهر بجنورد می‌باشد. این دانشگاه هفدهمین دانشگاه علوم پزشکی برتر کشور است.

## تاریخچه
در سال ۱۳۷۰ دانشکده پرستاری بجنورد زیر نظر دانشگاه علوم پزشکی مشهد تاسیس شد و شروع به فعالیت کرد. در سال ۱۳۸۴ و بعد از تقسیم استان خراسان بزرگ به سه استان، موافقت وزارت بهداشت با مستقل شدن دانشکده پرستاری بجنورد اعلام گردید و در همان سال دانشکده علوم پزشکی استان خراسان شمالی تاسیس و به صورت رسمی افتتاح شد. دانشکده علوم پزشکی در سال ۱۳۸۷ با تصویب شورای گسترش دانشگاه‌های علوم پزشکی کشور، به دانشگاه علوم پزشکی و خدمات بهداشتی درمانی خراسان شمالی تغییر عنوان یافت.
در سال ۱۳۹۳ دانشکده پرستاری اسفراین به دانشکده علوم پزشکی اسفراین ارتقاء یافت و از دانشگاه علوم پزشکی خراسان شمالی تفکیک و مستقل گردید.

## دانشکده‌ها
- دانشکده پزشکی
- دانشکده دندانپزشکی
- دانشکده بهداشت
- دانشکده پرستاری و مامایی
- دانشکده پرستاری شیروان
- مرکز آموزشی فوریت های پزشکی مانه و سملقان

## مراکز تحقیقاتی
- مرکز تحقیقات فراورده‌های طبیعی و گیاهان
- مرکز تحقیقات بیماری‌های منتقله بوسیله ناقلین
- مرکز تحقیقات اعتیاد و علوم رفتاری

## بیمارستان ها
- بیمارستان امام رضا (در بجنورد)
- بیمارستان امام حسن (در بجنورد)
- بیمارستان بنت الهدی (در بجنورد)
- بیمارستان امام علی (در بجنورد)
- بیمارستان امام خمینی (در شیروان)
- بیمارستان آیت الله هاشمی رفسنجانی (در شیروان)
- بیمارستان جواد الائمه (در جاجرم)
- بیمارستان پورسینای آشخانه (در مانه و سملقان)
- بیمارستان شهدای فاروج (در فاروج)

## همایش‌ها
دومین همایش ملی و اولین همایش بین‌المللی تجارب و کارکردهای مطلوب نظام مراقبت های بهداشتی اولیه در این دانشگاه برگزار شده است.